# مت لیسبی
مت لیسبی (انگلیسی: Mette Lisby؛ زادهٔ ۵ آوریل ۱۹۶۸) بازیگر، مجری تلویزیون، نویسنده، و صداپیشه اهل دانمارک است.
از فیلم‌ها یا برنامه‌های تلویزیونی که وی در آن نقش داشته‌است می‌توان به دلقک اشاره کرد.